# 卡多鎮區 (阿肯色州克拉克縣)
卡多鎮區（英語：Caddo Township）是位於美國阿肯色州克拉克縣的一個行政鎮區。

## 地方資料
卡多鎮區的面積為2286.52平方千米，當中陸地面積為2243.11平方千米，而水域面積為43.41平方千米。根據2010年美國人口普查的數據，當地共有人口22995人，而人口密度為每平方千米10.06人。